# 何超蓮
何超蓮（英語：Laurinda Ho Chiu Lin，1991年5月9日—），澳門賭王何鴻燊與他的三姨太陳婉珍生的女兒。

## 生平
何超蓮曾被香港傳媒譽為「全球最索千金」。2012年，何超蓮以一級榮譽成績畢業於英國倫敦大學皇家霍洛威學院。
2016年9月1日，何超蓮委任澳門勵駿創建有限公司為非執行董事和審核委員會成員，何超蓮為當時安永會計師事務所工作，也是UNIR Australia Pty Ltd現任董事。根據資料，何超蓮持有澳門勵駿創建有限公司934,269,609股股份之權益，所佔澳門勵駿創建已發行股本約14.84%。
2017年1月，何超蓮與朋友成立慈善組織Smile with Us HK。每月舉辦最少兩個活動，為香港市民打氣，為他們增添笑容。同年7月至8月期間，與Smile with Us HK的義工多次到香港會議展覽中心現場，出席香港書展、香港動漫電玩節、美食博覽等，派發Smile with Us HK小扇子予等候排隊入場的市民。
2017年10月中秋節，何超蓮和Smile With Us HK義工於銅鑼灣時代廣場街頭派300盒月餅。
2018年4月11日，何超蓮於灣仔駱克道399號開設玖五牛肉麵，成為老闆娘。
2018年6月，接受傳媒訪問時表示小時候的夢想是開甜品店。
2019年2月，何超蓮獲委任為佛山市政協委員。2月13日第一次參加政協會議。
2020年2月，何超蓮於旺角開設台灣玖伍牛肉麵店。2019冠状病毒病疫情關係，人流大減，同年7月宣布結束旺角分店。

## 感情生活
- 何超蓮過去曾與台灣男歌手吳克群相戀4年，至2015年底各自宣布分手。[12]
- 2019年4月，何超蓮與大陆男演員竇驍的戀情曝光，更被發現在電梯內熱吻。4月28日，二人在微博發文承認戀情。[13]2023年4月18日，兩人在巴厘島結婚。[14]

## 電影
| 首映年份 | 劇名                 | 角色 |
| -------- | -------------------- | ---- |
| 2024     | 《多想和你再見一面》 |      |

## 参与节目
| 首播年份 | 节目名称             | 播放平台/电视台  | 节目类型 | 来源   |
| -------- | -------------------- | ---------------- | -------- | ------ |
| 2021     | 《这！就是潮流》     | 优酷             | 综艺     | [ 15 ] |
| 2021     | 《追星星的人》       | 浙江卫视         | 综艺     |        |
| 2022     | 《大使的厨房》       | 江苏卫视、芒果TV | 综艺     |        |
| 2023     | 《心動的信號第六季》 | 騰訊視頻         | 综艺     |        |

## 外部連結
- 何超蓮的新浪微博
- 何超蓮的Facebook專頁
- 何超蓮的Instagram帳戶